# Шведское имя
В Швеции, согласно закону, имя можно выбрать приблизительно из 1000 зарегистрированных. Если родители хотят назвать ребёнка именем, не входящим в число зарегистрированных, они должны просить разрешение на такое имя в суде.

## Шведские фамилии
До XX века почти все граждане Швеции, за редким исключением, не имели фамилии — родового имени, передаваемого по наследству несколькими поколениями. При рождении ребёнок, как правило, получал отчество — имя отца с приставкой (подобно тому, как это сохранилось в Исландии). Также в качестве «фамилии», вместо имени матери или отца, могло даваться какое-нибудь красивое название из окружающей природы (прозвище), например: «Берёзка» (Björk), «Утёс на озере» (Sjöberg) и т. д.
Только в 1901 году был принят закон, согласно которому все граждане Швеции обязывались иметь «фамильное имя». В качестве такого фамильного имени большинством шведов, не имевших к тому моменту такового, были использованы или отчество, или так называемое солдатское имя, или прозвище.
В настоящее время фамилии в Швеции регулируются законом от 1982 года.

## Наиболее распространённые имена
Статистическое управление Швеции приводит следующие списки наиболее популярных шведских имён на 2016 год:
- Мужские: Ларс, Микаэль, Андерс, Юхан, Пер, Эрик, Карл, Петер, Ян, Томас.

Среди новорождённых: Оскар, Лукас, Виллиам, Лиам, Оливер, Хуго, Александр, Элиас, Антон, Чарли, Ноа.
- Женские: Анна, Ева, Мария, Карин, Кристина, Лена, Сара, Черстин (Чештин), Эмма, Ингрид.

Среди новорождённых: Алиса (Алис), Лилли, Майя, Эльза (Эльса), Элла, Алисия, Оливия, Юлия, Эбба, Вильма.
Довольно часто родители дают своим детям двойные, а иногда и тройные имена: Анни-Фрид, Стен-Оке, Анна-Кристина.
Краткие и уменьшительные имена широко используются как самостоятельные: Анника (Анна), Кайса (Катерина), Лотта (Шарлотта), Бритт (Биргитта), Нильс (Никлас), Улле (Улоф/Ульрик), Пелле (Пер/Петер), Крис (Кристиан/Кристофер).